# Procédés mnémoniques du Système solaire
Plusieurs procédés mnémotechniques permettent de se souvenir de l'ordre des planètes du Système solaire. À savoir, par ordre d'éloignement au Soleil : Mercure, Vénus, la Terre, Mars, Jupiter, Saturne, Uranus et Neptune. (Pluton n'est désormais plus considérée comme planète depuis 2006 et l'annonce faite début 2016 d'une autre 9e planète reste à confirmer.)

## Phrases
Les initiales de chaque mot dans les phrases suivantes correspondent à l'initiale d'une planète. L'apostrophe ou la virgule représente parfois la ceinture d'astéroïdes entre Mars et Jupiter.

### Sans Pluton
Ces premières phrases permettent de distinguer les deux lettres 'M' (Mercure en premier puis Mars) grâce à la lettre placée juste après : 
- Me Voici Très Malade, Je Suis Ultra Nauséeux.
- Mélanie, Viendras-Tu Manger, Jeudi Sur Un Nuage ?

- Me Voici Toute Mignonne, Je Suis Une Nébuleuse[1].

- Me Voilà Tout Mouillé, Je Suis Un Nuage.

- Me Voici Tout Mignon, Je Suis Un Nuage.

	Ce n'est pas le cas des phrases suivantes qui n'ont que l'initiale :
- Ma Voiture Te Mène Joyeusement Sur Une Nationale[2].

- Marie, Viendras-Tu Manger Jeudi Sur Une Nappe ?[3]

- Mon Vieux, Tu M'as Jeté Sur Une Navette.

- Mangez Vos Tartes, Mais Juste Sur Une Nappe !

	Il existe des phrases faciles à mémoriser, mais avec une lettre en trop (le « a » de l'auxiliaire avoir), dont il ne faut pas tenir compte : 
- Ma Vieille Tante Marie a Jeté Samedi Un Navet.

### Avec Pluton
Il existait aussi de telles phrases à l'époque où Pluton était encore vue comme une planète : 
- Le Monde Voit Tourner du Matin Jusqu'au Soir Uniquement Neuf Planètes.

- Monsieur Vous Trouverez Mon Jardinier Sur Une Nouvelle Planète.

- Mon Vaisseau Te Mènera Jusque Sur Une Nouvelle Planète.

- Mercredi, Viendras-Tu Manger avec Jean Sur Une Nappe Propre ?

- Mon Voisin Très Malin a Justement Situé Une Nouvelle Planète

- Mon Vieux Tonton Marcel Joue Sur Un Nouveau Piano

## Durée de révolution
On peut exprimer la durée de révolution sidérale de la planète en jours terrestres, chercher la racine cubique de ce nombre, l'élever au carré puis le multiplier par 2,929.
Par exemple, pour la Terre (365,25 jours), on obtient le nombre 149,6 (1 UA). Pour la planète Mars, avec 686,25 jours, on obtient le nombre 227,8 (227,8/149,6 = 1,52 UA).

## Distances orbitales
Un autre moyen permet de retrouver l'éloignement au Soleil (demi-grands axes relatifs approximatifs), en appliquant la règle simple suivante, à partir de la Loi de Titius-Bode :
- soit la suite : 0, 3, 6, 12, 24, 48, 96, 192, 384 ;
- ajouter 4 : 4, 7, 10, 16, 28, 52, 100, 196, 388 ;
- diviser par 10 : 0,4 - 0,7 - 1,0 - 1,6 - 2,8 - 5,2 - 10 - 20 - 39.

Le résultat est très proche de la réalité (0,38 - 0,72 - 1,0 - 1,5 - 5,2 - 9,5 - 19 - 30), hormis la valeur 2,8 (qui correspond en fait à la ceinture d'astéroïdes) et celle de Neptune, pour laquelle l'erreur est de quelque 30 %.